# Monasterio de San Salvador de Lorenzana
El antiguo monasterio de San Salvador de Lorenzana se encuentra en la villa de Villanueva de Lorenzana, en el valle del río Masma, a nueve kilómetros de Mondoñedo. Se considera fundador del monasterio al conde Osorio Gutiérrez (el conde santo) que lo amplió, protegió y actuó como mecenas, sobre un pequeño cenobio apenas sin vida. El complejo arquitectónico fue cambiando a través de los siglos y las modas constructivas, de manera que el edificio último data del siglo xvii en estilo barroco. Es la actual sede del Ayuntamiento.
Declarado monumento histórico-artístico en el año 1974.

## Historia
El principal mecenas e impulsor del monasterio fue el conde Osorio Gutiérrez, conocido como el conde santo. Este personaje altomedieval, perteneciente a la nobleza condal, recibió una herencia de su padre Gutierre Osóriz y de su tío Nuño Osóriz, que tenían amplias posesiones en la región gallega de Mondoñedo. Partió desde Tierra de Campos hasta la localidad de Lorenzana, donde se ocupó de dotar el monasterio con tierras y posesiones de su herencia. El 17 de junio de 969 se firmó la carta de fundación. El monasterio estaba bajo la observancia de la regla de San Benito. Cuando el conde enviudó ingresó en la comunidad de monjes de este monasterio. Siendo ya de edad avanzada viajó como peregrino a Tierra Santa de donde se dice que trajo su propio sarcófago. Al poco tiempo de su regreso, el conde Osorio murió y fue enterrado en este lugar.
En 1835 el monasterio sufrió las consecuencias de la desamortización de Mendizábal, desapareciendo el monasterio como tal y siendo desmantelada su biblioteca. Además, años más tarde, en 1878, hubo un importante incendio que destruyó gran parte del claustro mayor. En 1910 llegó al cenobio una comunidad de monjes que creó un priorato dependiente del monasterio de Samos. Estos nuevos huéspedes restauraron las partes abrasadas, retejando y embelleciendo el jardín del claustro. En 1942 la comunidad se disgregó, quedando el monasterio a disposición del obispado de Mondoñedo que lo dedicó a Seminario Menor Diocesano hasta 1970. Después se hizo cargo del complejo el Ayuntamiento, que tiene en él su sede.

## El monasterio
En origen y en tiempos de su fundador el conde Osorio sería un pequeño cenobio que se iría trasformando con el tiempo, aunque de esas transformaciones no ha quedado ningún vestigio arquitectónico, ni del románico ni del gótico. Fue en el siglo xvii cuando se hicieron las mayores modificaciones.
Entre 1637 y 1650 tuvo lugar la construcción del claustro mayor obra de Juan de Villanueva. Consta de cinco arcos en cada panda, separados por pilastras dóricas. En 1644 el maestro de obras fray Benito Escobar contrató al maestro cantero Domingo de Castro para edificar los arcos, pilastras y antepechos del espacio conocido como el Mirador, correspondiente a una parte del monasterio desconocida en la actualidad.
Entre 1648 y 1650, figura en los libros como maestro principal de las obras que se vinieron haciendo, Francisco López Rosillo. Es en este tiempo cuando se hace la fachada en ángulo recto con la iglesia. La parte principal que sirve de entrada tiene dos cuerpos flanqueados por columnas que descansan sobre ménsulas muy sobresalientes. La puerta de acceso está limitada por un arco deprimido. El segundo cuerpo presenta un gran balcón con barandillas de hierro. El muro que rodea la puerta tiene decoración de almohadillado. Se remata el conjunto con un frontón barroco semicircular en cuyo centro puede verse un escudo que lleva las armas del conde Osorio.
A lo largo del ala de la fachada se abre una serie de ventanas separadas por pilastras adosadas que refuerzan el muro, rematadas por pináculos con forma de obelisco. En el interior del edificio se conserva la escalera que daba acceso desde la portería a la cámara abaical, biblioteca y otras dependencias.
Tiene dos claustros, el principal que es barroco y muy austero y el claustro menor donde se encuentra el Pozo do Santo. Se decía que sus aguas eran milagrosas y curativas y fue costumbre establecida por los peregrinos sacarla para beber o para llevarla consigo en algún recipiente.

## La iglesia
La iglesia que puede verse en estos tiempos se construyó en la etapa de esplendor del barroco, modificándose totalmente el edificio anterior; se inició en 1735 siguiendo las trazas del monje Juan Vázquez de Samos, que después alteró Fernando de Casas y Novoa, diseñando además la fachada y dirigiendo las obras de las naves hasta el crucero. Es de piedra de granito procedente de Burela. Se conoce el proceso de construcción gracias al manuscrito conservado en el propio monasterio, escrito por fray Benito Ponte. El edificio tiene planta de cruz latina, tres naves y cúpula sobre el crucero. La nave central es ancha y luminosa y en sus laterales se abren pequeñas capillas para el culto.

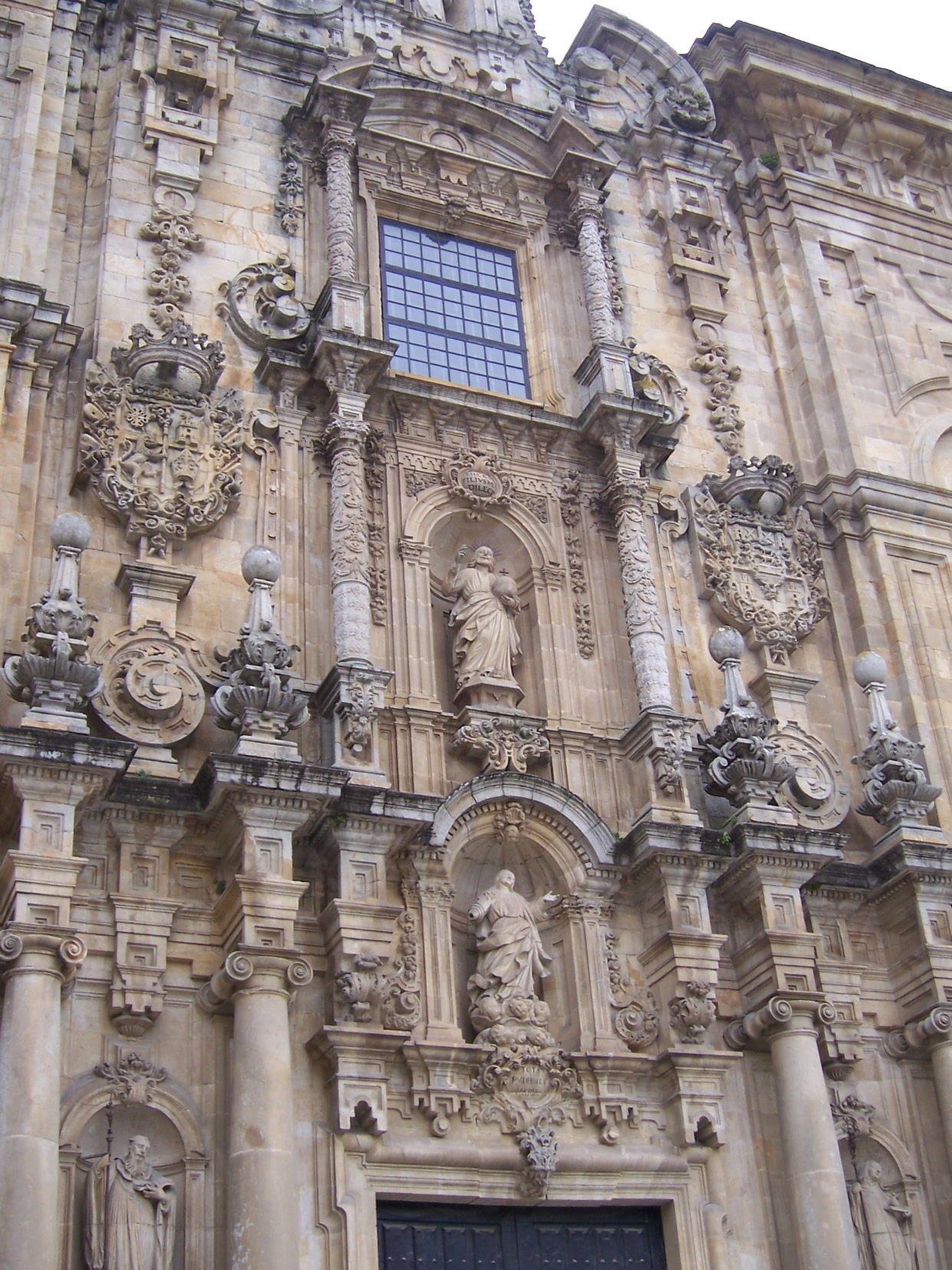
Fachada de la iglesia.

Se considera la fachada como un precedente de la fachada de la catedral de Santiago de Compostela. La portada es de tres cuerpos y a los lados se alzan las dos torres (la del lateral suroeste está sin terminar). El primer cuerpo tiene cuatro grandes columnas, dos a cada lado de la puerta. En los intercolumnios se hallan las esculturas de San Benito, Santa Escolástica, y Asunción sobre la puerta. En el segundo cuerpo, en un hueco limitado por columnas se ve la estatua del Salvador. El tercer cuerpo lo ocupa una ventana rectangular con frontón curvo y columnas a los lados. Sobre el tercer cuerpo se levanta el remate que consta de una hornacina donde se guarda la imagen del conde santo vestido de peregrino palmero. Por encima hay un frontón curvo y sobre él, la imagen de la Fe.
La sacristía contiene un magnífico relicario, obra del siglo xvii, con bustos en madera policromada representando cada uno a un santo y conteniendo en su interior la reliquia correspondiente.

### Retablo mayor
Es neoclásico y su autor, Ventura Rodríguez. Consta de banco, un solo cuerpo y tres calles separadas por columnas de dos en dos, estriadas y que rematan en capiteles corintios. Sobre las columnas descansa un friso muy decorado con guirnaldas y cabezas de angelitos y sobre él un frontón triangular en cuyo vértice puede verse la figura de Dios Padre rodeado de ángeles. En el centro del retablo está la imagen del titular, es decir, el Salvador, con Pedro y Pablo a sus costados. Toda la estructura fue pintada y dorada por Juan Bernardo del Río en 1789.

### Capilla de Nuestra Señora de Valdeflores
La importancia de esta capilla radica en que contiene el sarcófago donde está sepultado el conde Osorio. El sarcófago es una pieza hecha de un mármol muy especial entre jaspe blanco y cárdeno con vetas azules. Por el frontal y por los costados tiene una decoración geométrica muy sencilla y en el centro se ve labrado un crismón. Se apoya sobre unas robustas columnas cuadradas y muy decoradas. Se cree que vino de Oriente y alrededor de esta procedencia se desarrolló una leyenda muy parecida a la traslación del cuerpo de Santiago Apóstol a las costas gallegas. La inventio dice que el sarcófago lo compró el conde Osorio en su peregrinar a Tierra Santa y lo hizo depositar sobre las aguas del mar; de esta manera llegó a la costa.
Los peregrinos que acudían al monasterio imploraban protección al conde santo, aun después de haber muerto. Rezaban una oración ante el sepulcro al tiempo que introducían los dedos por dos orificios de la parte inferior, hasta tocar la caja de madera donde descansaba el cuerpo. Las gentes de estas tierras consideraban al conde su señor y protector, tanto en la vida como en la muerte.